# Ooh La
Ooh La is de zesde single van The Kooks en het is afkomstig van het album Inside In/Inside Out. Het behaalde de 39e positie in de Nederlandse Mega Top 50.

## Tracks
7" (VS1918)
1. "Ooh La" [radio version]
2. "Ask Me"

CD (VSCDT1918)
1. "Ooh La"
2. "Sofa Song" [alternative version]

Maxi-CD (VSCDX1918)
1. "Ooh La"
2. "I Don't Mind"
3. "Matchbox" [live]
4. "Ooh La" [video]

## Hitlijsten
| Ooh La in de Nederlandse Mega Top 50 Binnen: 11 maart 2007 | Ooh La in de Nederlandse Mega Top 50 Binnen: 11 maart 2007 | Ooh La in de Nederlandse Mega Top 50 Binnen: 11 maart 2007 | Ooh La in de Nederlandse Mega Top 50 Binnen: 11 maart 2007 | Ooh La in de Nederlandse Mega Top 50 Binnen: 11 maart 2007 | Ooh La in de Nederlandse Mega Top 50 Binnen: 11 maart 2007 |
| Week                                                       | 1                                                          | 2                                                          | 3                                                          | 4                                                          | 5                                                          |
| ---------------------------------------------------------- | ---------------------------------------------------------- | ---------------------------------------------------------- | ---------------------------------------------------------- | ---------------------------------------------------------- | ---------------------------------------------------------- |
| Nummer                                                     | 47                                                         | 39                                                         | 44                                                         | 50                                                         | uit                                                        |